# Kesko
Kesko è un'azienda finlandese con sede a Kalasatama, a Helsinki.

## Storia
La Kesko è stata fondata nel 1940 e si occupa della vendita di prodotti alimentari, articoli per la casa, la vendita di macchinari, oltre che di articoli specialistici per l'edilizia e l'arredamento. Oggi l'azienda ha filiali in Svezia, Norvegia, Estonia, Lettonia, Lituania, Russia e Bielorussia. La Kesko è in competizione con la S-Ryhmä.